# لی کانگ-سوک
لی کانگ-سوک (انگلیسی: Lee Kang-seok؛ زادهٔ ۲۸ فوریهٔ ۱۹۸۵) اسکیت‌باز سرعت اهل کره جنوبی است.